# 나카모토정
나카모토정(일본어: 中本町)은 일본 오사카부 히가시나리군에 설치되었던 정이다. 현재의 오사카시 히가시나리구과 조토구의 각 일부에 해당한다.
또한 전신이 되는 나카모토촌의 원래 범위는 현재의 오사카시 주오구와 덴노지구의 각 일부를 포함하고 있다.